# Усенко Павло Георгійович
Павло́ Гео́ргійович Усе́нко (* 1945) — український історик, старший науковий співробітник Інституту історії України, кандидат історичних наук, дослідник історії України, Росії і Польщі XVIII–ХХ століть.

## Життєпис
1962 року закінчив філологічний, 1971-го — факультет журналістики Київського державного університету. Протягом 1973—1974 років — заступник завідувача відділу Київського міськкому ЛКСМУ.
З 1979 року й надалі — в Інституті історії України — молодший науковий, науковий, старший науковий співробітник відділу історії України ХІХ — початку ХХ століття (до 1991 року — відділу капіталізму).
Протягом 1977—1979 років працював редактором Українського телебачення і радіо.
1981 року захистив кандидатську дисертацію «Російсько-українсько-польські революційні зв'язки у 50-ті — на початку 60-х рр. XIX ст. Діяльність Зигмунта Сєраковського» (науковий керівник Іван Хміль).
У 1977—1990 роках — голова (на громадських засадах) Федерації шашок УРСР. З 1992 по 1994 року — президент (на громадських засадах) Національної федерації шашок України.
Претендент на здобуття Національної премії України ім. Т. Шевченка 2018 року — за нарис «На Шевченковій орбіті: Зигмунт Сєраковський» (2013), представлено Київським Польським культурно-освітнім товариством імені Адама Міцкевича.

### Відзнаки
- Премія газети «Комсомольський прапор», 1989
- Премія «Золоте перо» Національної спілки журналістів України, 2003
- Премія ім. Івана Франка у галузі інформаційної діяльності в Україні, 2014
- Грамота Національної спілки краєзнавців України, 2018

### Серед робіт
- «З „новоросійського“ плацдарму (приукраїнська акваторія Великої війни: Чорне море, 1914—1917)», 2016
- «Князь Прозоровський, Суворов і митрополит Ігнатій у кримських операціях 1778 р. (з передісторії Маріуполя)», 2015
- «Маріуполь: грецьке забарвлення українського Надазов'я (кінець XVIII — початок XX ст.)», 2014
- «Ініціативи З. Сєраковського у сфері реформ 1860-х рр.», 2011
- «У воєнно-революційному вирі: 100 останніх днів чорноморського командування віце-адмірала О.Колчака (28 лютого — 7 червня 1917 р)», 2010
- «Зміна курсу: Чорноморський флот від згортання бойових дій до замирення у Першій світовій війні (червень-грудень 1917 р.)», 2009
- «Воєнні дії на Чорному морі у 1914—1917 рр.», 2007
- «Велика війна на Чорному морі (1914—1917 рр.)», 2005
- «Тадей Косцюшко й Україна: наш земляк — найславніший поляк». К.: Нора-Друк, 2004. 96 с.
- «Чи був Михайло Грушевський президентом України? (Від історії національних катастроф — до катастрофи національної історії)», 2003
- «Натхненний Сигізмунд». Львів: Каменяр, 1990. 151 с.
- «Идейное единство русских, украинских и польских революционеров-демократов (50–60-е гг. XIX в.)». К.: Наук. думка, 1985. 123 с.
- «Роль М. Г. Чернишевського у виданні „Военного сборника“: (До 125-річчя виходу першого номера)», 1983
- «Російські, українські і польські демократи в боротьбі за революціонізування солдатських мас (кінець 50-х — початок 60-х років ХІХ ст.)», 1981